# 85. п. н. е.

## Догађаји
- Битка код Орхомена у којој римска војска под Сулом наноси одлучујући пораз понтској војсци под Архелајем.

## Рођења
- Атија Балба Цезонија, сестричина Јулија Цезара и мајка Октавијана Августа
- Марко Јуније Брут, римски политичар